# Drapeaux vice-royaux du Canada

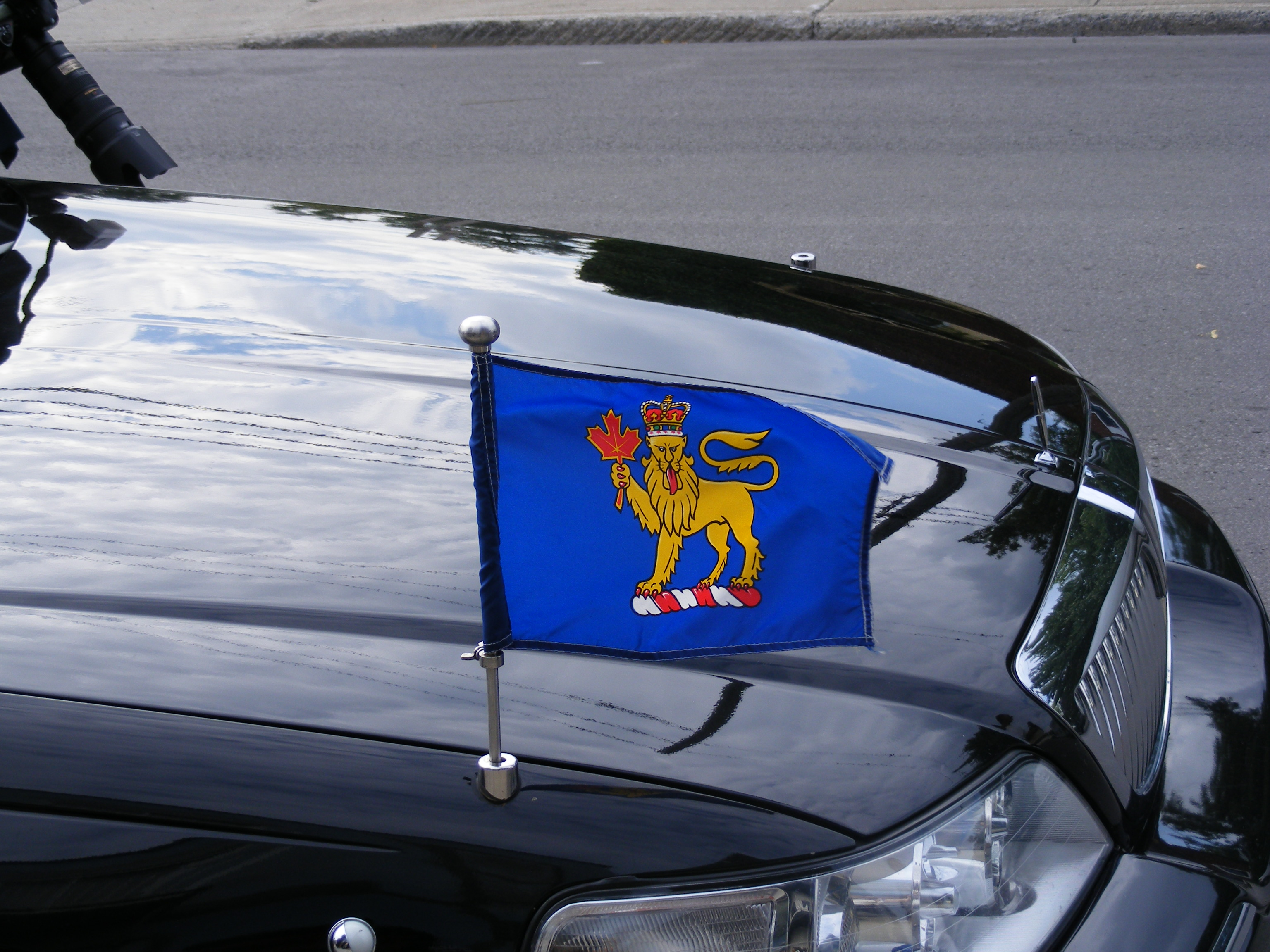
Le drapeau du gouverneur général utilisé sur une voiture officielle.

Au Canada, les représentants du roi possèdent des drapeaux particuliers.

## Gouverneur général
Le drapeau du gouverneur général du Canada montre le cimier royal du Canada : un léopard d'or (c’est-à-dire un lion avec la tête de face) couronné tenant de sa patte droite une feuille d'érable rouge. Le léopard se tient sur une torque aux couleurs officielles du Canada, rouge et blanc. Ce dessin a été approuvé par la défunte reine Élisabeth II le 23 février 1981 en remplacement du dessin utilisé depuis 1931, semblable aux drapeaux des gouverneurs des autres royaumes du Commonwealth avec le cimier royal du Royaume-Uni et le nom « CANADA » dessous.
À la fin du mandat de Roméo LeBlanc en 1999, le dessin du lion est modifié quand la langue, les crocs et les griffes du lion sont enlevés pour en faire un animal plus « canadien ». Adrienne Clarkson, qui lui succède, revient en 2002 à la version précédente.

Drapeau du gouverneur général de 1869 à 1901.
Drapeau du gouverneur général de 1901 à 1921.
Drapeau du gouverneur général de 1921 à 1931.
Drapeau du gouverneur général de 1931 à 1952.
Drapeau du gouverneur général de 1952 à 1981 (avec une couronne de Saint-Édouard).
Drapeau du gouverneur général de 1999 à 2002 (sans la langue et les griffes du lion).

Le drapeau du gouverneur général flotte sur la résidence officielle du gouverneur général, Rideau Hall, et sur tout autre édifice où le gouverneur général est en visite, notamment sur la tour de la Paix lorsque le gouverneur général vient au Parlement pour le discours du Trône. Le drapeau flotte également sur la voiture du gouverneur général. 
Le drapeau du gouverneur général a préséance sur tous les autres drapeaux, y compris le drapeau national mais pas sur le drapeau canadien du roi ni sur le drapeau d'un lieutenant-gouverneur d'une province à la résidence du lieutenant-gouverneur ou lors d'une occasion où le lieutenant-gouverneur remplit ses devoirs de représentant du roi dans la province.
Lors des visites à l'étranger, le drapeau national est généralement utilisé, étant un symbole canadien plus reconnaissable.

## Lieutenants-gouverneurs
En 1980, le gouverneur général a approuvé le dessin d'un drapeau particulier pour les lieutenants-gouverneurs des provinces : il s'agit du blason de la province entouré de dix feuilles d'érable dorée et surmonté d'une couronne. Ce dessin a été adopté par huit provinces : le Québec et la Nouvelle-Écosse continuent d'utiliser leurs anciens drapeaux

Drapeau du lieutenant-gouverneur de l'Alberta.
Drapeau du lieutenant-gouverneur de la Colombie Britannique.
Drapeau du lieutenant-gouverneur de l'Île-du-Prince-Édouard.
Drapeau du lieutenant-gouverneur du Manitoba.
Drapeau du lieutenant-Gouverneur du Nouveau-Brunswick.
Drapeau du lieutenant-gouverneur de la Nouvelle-Écosse.
Drapeau du lieutenant-gouverneur de l'Ontario.
Drapeau du lieutenant-gouverneur du Québec.
Drapeau du lieutenant-gouverneur de la Saskatchewan.
Drapeau du lieutenant-gouverneur de Terre-Neuve-et-Labrador.

Précédemment, le lieutenant-gouverneur de l'Ontario utilisait un Red Ensign canadien avec l'ajout d'un disque blanc avec le blason de la province entouré de feuilles d'érable vertes.

Ancien drapeau du lieutenant-gouverneur de l'Ontario (1959-1965)

Un drapeau de lieutenant-gouverneur est utilisé de la même manière que le drapeau du gouverneur général : il flotte sur l'édifice où se trouve le lieutenant-gouverneur, comme le bâtiment de la législature provinciale lors du discours du Trône. Lorsque le lieutenant-gouverneur représente la reine, son drapeau a préséance sur tous les autres drapeaux, y compris le drapeau national, mais pas le drapeau du roi.

## Commissaires
Bien qu'ils ne soient pas considérés comme des vice-rois mais plutôt des représentants du gouvernement fédéral, les commissaires des territoires  du Nord-Ouest, du Nunavut et du Yukon exercent des pouvoirs similaires à ceux des lieutenants-gouverneurs dans les provinces. Ils ont des drapeaux dessinés sur le même modèle, avec un bleu plus pâle, six feuilles d'érable dorées (au lieu de dix) et deux fleurs symboliques du territoire.

Drapeau du commissaire des Territoires du Nord-Ouest.
Drapeau du commissaire du Nunavut.
Drapeau du commissaire du Yukon.